# Cape Fear (series fílmicas)
Cape Fear es el título de dos películas de Estados Unidos, una primera versión y una remake, abarcando el género de suspense. La historia se basa en una novela original de John D. MacDonald que lleva el nombre de The Executioners ("Los verdugos" en español). 
Las películas son:
- Cape Fear (1962), dirigida por J. Lee Thompson. Protagonizada por Robert Mitchum y Gregory Peck en los papeles principales, y Polly Bergen, Lori Martin, Telly Savalas y Martin Balsam como coprotagonistas. La música fue compuesta por Bernard Herrmann.

- Cape Fear (1991), dirigida por Martin Scorsese. Con las actuaciones estelares de Robert De Niro y Nick Nolte y Jessica Lange, Juliette Lewis, Joe Don Baker, Robert Mitchum y Gregory Peck (estos dos últimos habían protagonizado la primera versión de la película) como coprotagonistas. Debido a las buenas críticas en cuanto a las actuaciones, estuvo nominada a los Premios Óscar por mejor actor (Robert De Niro) y mejor actriz de reparto (Juliette Lewis).

## Diferencias entre ambas películas
La versión de 1962 muestra a Robert Mitchum interpretando al personaje principal Max Cady, algo que en la versión de 1991 corresponde a Robert De Niro. Los dos lo hacen de una manera distinta, ya que De Niro personifica más bien a un psicópata agresivo que a un estafador vengativo como lo hizo Mitchum. Por esta razón, Mitchum jamás vio la cinta, ya que consideraba que la personificación de De Niro había sido muy buena y no quería comparar a los dos Max Cady. La película de 1991 maneja más el suspense y fue más reconocida. La duración de la primera versión es de 105 minutos, mientras que la del remake es de 128 minutos.